# سياسة المصدر الأوحد
في علوم الحاسب، سياسة المصدر الأوحد هو مفهوم هام في حماية تطبيقات الويب. حيث تسمح سياسة المصدر الأوحد للأكواد النصية ان تعمل فقط على صفحات الموقع الواحد -والموقع يتحدد عن طريق مخطط العنوان واسم المضيف ورقم المنفذ-. حيث يمكن لهذه الأكواد التعامل مع نموذج كائن المستند لبعضها البعض بدون قيود معينة. ولكنها لا تستطيع التعامل مع نموذج كائن المستند للصفحات في المواقع الأخرى.